# Où je vais (singel)
Où je vais to piosenka francuskiej wokalistki Amel Bent, która została wydana jako pierwszy singel promujący jej trzeci studyjny album Où je vais. Autorami tekstu piosenki są Amel Bent, Jérôme Sebag oraz Tunisiano. Producentem natomiast jest Volodia. Singel zajął 4 miejsce na francuskiej liście download.

## Lista utworów
Promo - Digital Jive - (Sony)	
1. Où je vais